# Taenia hydatigena
Espèce
Synonymes
- Taenia tenuicollis Rudolphi, 1819[1]

Taenia hydatigena est une espèce de vers plats de la famille des ténias. C'est une des formes adultes du ver solitaire canin et félin. Cette infection a une distribution géographique mondiale. Les humains atteints de ténias peuvent infecter d'autres humains ou animaux hôtes intermédiaires par des œufs et des proglottides gravides passés dans les fèces.